# Khelvatchaouri (municipalité)
Pour la localité, voir Khelvatchaouri.
La municipalité de Khelvatchaouri (en géorgien : ხელვაჩაურის მუნიციპალიტეტი) est un district de la région Adjarie, en Géorgie, dont la ville principale est Khelvatchaouri. Elle compte 73 subdivisions dont uniquement deux communautés importantes, le reste étant des villages de moins de 3 000 habitants.
Il compte 51 700 habitants au 1er janvier 2016 selon l'Office national des statistiques de Géorgie.

## Subdivision
| A - B - C - D - E - F - G - H - I - J - K - L - M - N - O - P - Q - R - S - T - U - V - W - X - Y - Z |

| Commune             | Nom géorgien    | Statut de la communauté |
| ------------------- | --------------- | ----------------------- |
| A                   |                 |                         |
| Agara               | აგარა           | Village                 |
| Agara               | აგარა           | Village                 |
| Akhalsopeli         | ახალსოფელი      | Village                 |
| Akhalcheni          | ახალშენი        | Village                 |
| Atcharisaghmarti    | აჭარისაღმართი   | Village                 |
| Atcharistskali      | აჭარისწყალი     | Village                 |
| Avguia              | ავგია           | Village                 |
| C                   |                 |                         |
| Charabidzeebi       | შარაბიძეები     | Village                 |
| Chavlidzeebi        | შავლიძეები      | Village                 |
| Choua Makhindjaouri | შუა მახინჯაური  | Village                 |
| Chouchaneti         | შუშანეთი        | Village                 |
| D                   |                 |                         |
| Dzablaveti          | ძაბლავეთი       | Village                 |
| E                   |                 |                         |
| Ergue               | ერგე            | Village                 |
| G                   |                 |                         |
| Ganakhleba          | განახლება       | Village                 |
| Gonio               | გონიო           | Village                 |
| Gvara               | გვარა           | Village                 |
| I                   |                 |                         |
| Indjalo             | ინჯალო          | Village                 |
| K                   |                 |                         |
| Kapnistavi          | კაპნისთავი      | Village                 |
| Kaprechoumi         | კაპრეშუმი       | Village                 |
| Kedkedi             | ქედქედი         | Village                 |
| Khertvissi          | ხერთვისი        | Village                 |
| Kheghrou            | ხეღრუ           | Village                 |
| Khelvatchaouri      | ხელვაჩაური      | Commune urbaine         |
| Kibe                | კიბე            | Village                 |
| Kirnati             | კირნათი         | Village                 |
| Kobaleti            | კობალეთი        | Village                 |
| Kokoleti            | ქოქოლეთი        | Village                 |
| Kvariati            | კვარიათი        | Village                 |
| Kveda Akhalcheni    | ქვედა ახალშენი  | Village                 |
| Kveda Djotcho       | ქვემო ჯოჭო      | Village                 |
| Kveda Kokoleti      | ქვედა ქოქოლეთი  | Village                 |
| Kveda Makho         | ქვედა მახო      | Village                 |
| Kveda Salibaouri    | ქვედა სალიბაური | Village                 |
| Kveda Sameba        | ქვედა სამება    | Village                 |
| Kveda Tchkhounteti  | ქვედა ჩხუნტეთი  | Village                 |
| M                   |                 |                         |
| Maghlakoni          | მაღლაკონი       | Village                 |
| Makhindjaouri       | მახინჯაური      | Commune urbaine         |
| Makho               | მახო            | Village                 |
| Makhvilaouri        | მახვილაური      | Village                 |
| Maradidi            | მარადიდი        | Village                 |
| Massaoura           | მასაურა         | Village                 |
| Matchakhlispiri     | მაჭახლისპირი    | Village                 |
| Minda               | მინდა           | Village                 |
| Mirveti             | მირვეთი         | Village                 |
| Mnatobi             | მნათობი         | Village                 |
| Mourmaneti          | მურმანეთი       | Village                 |
| Mtsvane Kontskhi    | მწვანე კონცხი   | Village                 |
| O                   |                 |                         |
| Omboli              | ომბოლო          | Village                 |
| Ortabatoumi         | ორთაბათუმი      | Village                 |
| Ourekhi             | ურეხი           | Village                 |
| P                   |                 |                         |
| Peria               | ფერია           | Village                 |
| Q                   |                 |                         |
| Qorolistavi         | ყოროლისთავი     | Village                 |
| S                   |                 |                         |
| Salibaouri          | სალიბაური       | Village                 |
| Sameba              | სამება          | Village                 |
| Sarpi               | სარფი           | Village                 |
| Skourdidi           | სკურდიდი        | Village                 |
| Simoneti            | სიმონეთი        | Village                 |
| Sindieti            | სინდიეთი        | Village                 |
| T                   |                 |                         |
| Tcharnali           | ჭარნალი         | Village                 |
| Tchikouneti         | ჩიქუნეთი        | Village                 |
| Todogaouri          | თოდოგაური       | Village                 |
| Tkhilnari           | თხილნარი        | Village                 |
| Tsinsvala           | წინსვლა         | Village                 |
| Tskhemlara          | ცხემლარა        | Village                 |
| Z                   |                 |                         |
| Zanakidzeebi        | ზანაქიძეები     | Village                 |
| Zeda Akhalcheni     | ზედა ახალშენი   | Village                 |
| Zeda Ghele          | ზედა ღელე       | Village                 |
| Zeda Kirnati        | ზედა კირნათი    | Village                 |
| Zeda Tcharnali      | ზედა ჭარნალი    | Village                 |
| Zeda Tchkhounteti   | ზედა ჩხუნტეთი   | Village                 |
| Zeda Tkhilnari      | ზედა თხილნარი   | Village                 |
| Zemo Djotcho        | ზემო ჯოჭო       | Village                 |
| Zemo Ergue          | ზემო ერგე       | Village                 |